# 레스 왈론드
레슬리 데일 월론드(Leslie Dale Walrond, 1976년 11월 7일 ~ )는 미국의 전 야구 선수이다. 현재는 보스턴 레드삭스의 스카우트이다.
좌완 오버핸드이다. 2005년 LG 트윈스를 통해 대한민국 무대에 들어섰으나, 재계약에 실패했다. 2009년 12월 31일 KBO 리그 팀 두산 베어스와 계약, 대한민국 무대에 복귀했다.

## 메이저 리그 시절
세인트루이스 카디널스의 지명을 받고 메이저 리그 생활을 시작하게 되었다. 1998년 데뷔한 그는 싱글 A SS급의 뉴 저시에서 선수생활을 시작했다. 2승 4패 4.01의 평균자책점을 기록한 그는 많은 관심을 받게 되었다. 1999년 싱글 A 페오리아에서 활약하여 7승 10패 ERA 5.70을 기록하였다. 성적부진을 이유로 2000년 싱글 A 어드밴스 급의 포토맥으로 강등되고 만다. 그러나 구위상승으로 10승을 거두자 다음 해, 더블A 뉴 해븐으로 승격된다. 16경기 출장하여 2승 8패 ERA 3.87이라는 그럭저럭한 성적을 낸 그는 트리플A 진출을 목표로 많은 연습을 한다. 2002년 뉴 해븐에서 2승 1패 2.42의 평균자책점을 기록하고 그해 바로 트리플A 멤피스로 승격된다. 멤피스에서 주축 선발로 활약하며 8승 7패 4.98의 평균자책점을 기록하며 2002시즌 마이너 10승에 성공한다. 2003년 그는 높은 평균자책점,제구력 등 때문에 더블A 테네시로 다시 돌아간다. 그는 트레이드를 통해 캔자스시티 이적을 성공시켰고, 더블 A 위치타에서 마이너리그 생활을 시작했다. 위치타에서 2승을 거두고 트리플A 오마하로 승격되 18경기 계투등판에서 3승 1패 2.45의 평균자책점을 기록하는 등 좋은 활약을 펼쳤다. 그러나 캔자스시티에서는 알 수 없는 이유로 그를 다시 세인트루이스로 돌려보낸다. 트리플A 멤피스에서는 1점대 초반 평균자책점을 기록한다. 2004년 그는 캔자스시티 이적을 다시 하게 되고 마이너리그 14승을 거두는 등 맹활약을 펼쳤다. 2005년 왈론드는 플로리다 트리플A 앨버커키에 입단하여 4승 5패 4.57의 평균자책점을 기록하고 퇴출당했다. 이후 LG 트윈스에 들어가서 활동하게 되었다. 2006-2007년에는 시카고 컵스 산하 마이너 팀에서 활약했다.

## KBO 리그시절
2005년 시즌 중 루벤 마테오의 대체 용병으로 LG 트윈스에 입단하고 초반에는 잘 나가는 듯 했지만 시기가 지날수록 고질적인 제구력 문제가 드러나 투구 패턴이 읽혀지는 등 고초를 경험했다. 4승 10패 1세이브 2홀드를 기록하여 재계약에 실패하고 미국으로 돌아갔다. 2010년 두산 베어스와 계약하면서 5년만에 대한민국으로 돌아왔다. 하지만 두산에 같이 들어와서 선발로 맹활약한 켈빈 히메네스와 달리 시즌 전 팔꿈치 통증으로 조금 늦게 합류하였고 2010년 4월 21일 노게임 선언된 잠실 SK전에서는 연속 볼넷과 밀어내기를 남발하여 최악의 제구난을 보였다. 이 사건으로 2군으로 강등당한 후, 김경문 감독이 퇴출을 시사하는 발언을 하기도 했다. 1군에 올라와 불펜에서 다시 감각을 찾은 후 2010년 5월 15일 문학 SK전에서 선발로 등판하여 제구난을 딛고 첫 승을 기록했고, 이후 출전한 4경기에서도 연속으로 1실점 이하로 막아 3승을 올리는 쾌조를 보여서 퇴출설을 불식시켰다. 준 플레이오프 롯데전에서는 선발 대신 셋업맨으로 등판하여 좋은 모습을 보였다. 하지만 선발을 원했던 두산에서 시즌 후 재계약하지 않았다.

## 일본 프로 야구시절
2009년 요코하마 베이스타스와 계약하여 센트럴리그 최하위의 팀성적에도 불구하고 5승 10패 방어율 4.80을 기록했다.

## 은퇴
두산을 떠나 미국으로 돌아와 마이너리그에서 뛰다가 2012년에 현역 은퇴를 선언했다. 2014년 보스턴 레드삭스의 스카우트로 임명됐다.